# Császár Miklós
Kolgyári Császár Miklós (Pest, 1838. – Szeged, 1871. február 23.) színész, színházi rendező.

## Életútja
A régi magyar színészet egyik legképzettebb tagja volt. Egyike az akkor megnyílt színészeti tanoda legelső növendékeinek. Apja földbirtokos volt. 1862-ben lépett színpadra, 1863-ban Pozsonyban játszott. Szigorú apja és a családi tradíciók miatt diplomát kellett szereznie, 1867-ben végezte el a Színművészeti Akadémiát. Nagyon későn és keserves családi harcok után jutott el az áhított ideálhoz, áttörve a család és rokonság kötelékét. Társalgási szerepekben láthatta a közönség. Egy időben a budai Népszínház rendezője volt, aki az írás-olvasás rejtelmeibe a későbbi nagy tragikát, de akkor még csak szép és fiatal Jászai Marit bevezette, majd a szegedi színház művezetője lett. Mint rendezőnek, a magyarázatai világosak voltak; a színész gyenge és erős oldalát rögtön felismerte és aszerint kezelte. Abszolút tekintélyt tudott tartani tudása, logikája erejével, ami előtt mindenki meghajolni volt kénytelen. Tüdővészben hunyt el 32 éves korában, Eőry Gusztáv mondotta felette a búcsúbeszédet.
Neje alsó-bükki Kárevits (Garovisch) Mária, színésznő, a Nemzeti Színház tagja, született 1840-ben, meghalt 1885. április 9-én, Budapesten. Működött Pécsett, Szabadkán, Zomborban, Nagykanizsán, stb. Végre révbe jutott és a Nemzeti Színház szerződtette. Fia, Császár Imre, a Nemzeti Színház örökös tagja.

## Fontosabb szerepei
- Matignan (Bayard–Dumanoir: Richelieu első párbajai)
- Záray János (Németh Gy.: Ki-ki a maga párjával)

## Működési adatai
1863: Pozsony, Székesfehérvár; 1864–1865: Székesfehérvár; 1866: Arad; 1870: Várszínház és Budai Színkör; 1870–71: Szeged.